# Tweede luitenant
Tweede luitenant is bij de landmacht en de luchtmacht een militaire rang. Bij de Koninklijke Marine heet de met tweede luitenant overeenkomende rang luitenant-ter-zee der derde klasse.
Tweede luitenant is de laagste officiersrang. Bij de marine en mariniers is het een stagiaire rang tijdens de PBI (praktisch bedrijfsintroductie) en de afronding van de studie. Bij de Nederlandse landmacht en luchtmacht kan de tweede luitenant wel zijn eigen commando als pelotonscommandant krijgen. Het is het equivalent van de onderluitenant bij de Belgische krijgsmacht.
De Nederlandse aanspreektitel is luitenant.

## Rangonderscheidingstekens bij de Nederlandse krijgsmacht
| Koninklijke Marine                                                                              | Koninklijke Marine | Koninklijke Landmacht      | Koninklijke Landmacht | Koninklijke Luchtmacht | Koninklijke Luchtmacht | Koninklijke Marechaussee | Koninklijke Marechaussee |
| ----------------------------------------------------------------------------------------------- | ------------------ | -------------------------- | --------------------- | ---------------------- | ---------------------- | ------------------------ | ------------------------ |
| Luitenant-ter-zee der derde klasse Mijnheer/Mevrouw (bij het Korps Mariniers: tweede luitenant) |                    | Tweede luitenant Luitenant |                       | Tweede luitenant       |                        | Tweede luitenant         |                          |

## Officiersrangen (van hoog naar laag)
- generaal
- luitenant-generaal
- generaal-majoor
- brigadegeneraal (bij de luchtmacht: commodore)
- kolonel
- luitenant-kolonel (overste)
- majoor
- kapitein / ritmeester
- eerste luitenant
- tweede luitenant
- vaandrig / kornet

## België
Onderluitenant is de laagste graad voor officieren in de Belgische Landcomponent, Luchtcomponent en Medische component. Het is het equivalent van de tweede luitenant bij de Nederlandse krijgsmacht.
Bij de Belgische Marinecomponent wordt deze graad vaandrig-ter-zee 2e klasse genoemd.
Deze rang is eveneens de laagste officiersrang bij de brandweer.

## KNIL

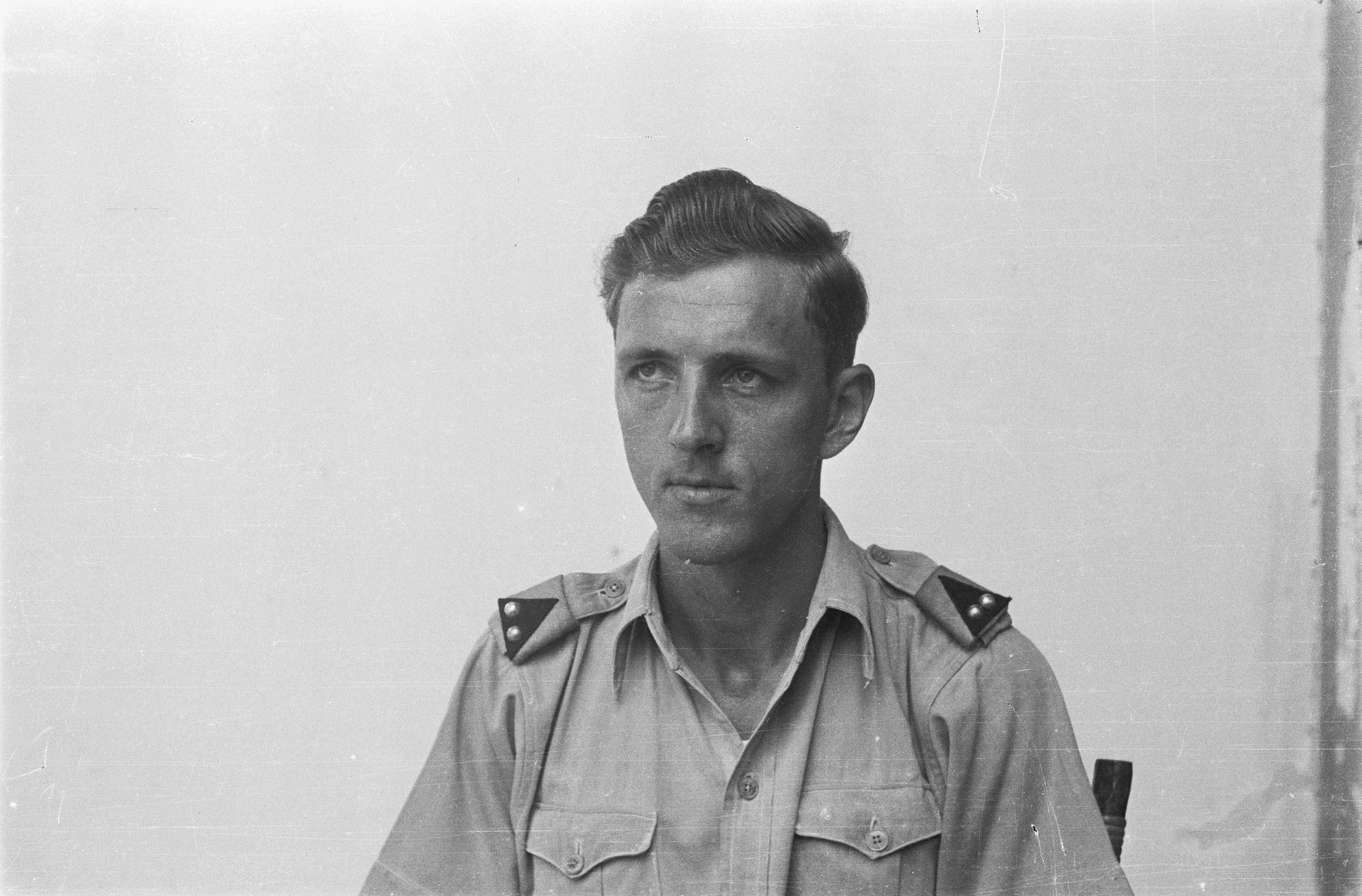
Onderluitenant bij het KNIL, met twee stippen.

In de tijd van het Koninklijk Nederlandsch-Indisch Leger was onderluitenant echter de hoogste onderofficiersrang, tussen adjudant-onderofficier en tweede luitenant. Bij de opheffing van het KNIL gingen de onderluitenants met behoud van rang over naar de Koninklijke Landmacht en het Wapen der Militaire Luchtvaart, thans Koninklijke Luchtmacht. Het rangonderscheidingsteken bij het KNIL (en later de Koninklijke Landmacht) bestond uit twee stippen. Onderluitenant Jacques Willem van Asdonck (Rangkasbitoeng, West-Java, 1914) was de laatste onderluitenant die in 1969 de actieve dienst verliet.

## Graden bij de Belgische defensie
De schuingedrukte woorden in onderstaande tabel zijn de aanspreektitels.
| Landcomponent            | Landcomponent         | Luchtcomponent           | Luchtcomponent | Marinecomponent                      | Marinecomponent | Medische component       | Medische component |
| ------------------------ | --------------------- | ------------------------ | -------------- | ------------------------------------ | --------------- | ------------------------ | ------------------ |
| Onderluitenant Luitenant | Graden onderluitenant | Onderluitenant Luitenant |                | Vaandrig-ter-zee 2e klasse Luitenant |                 | Onderluitenant Luitenant |                    |

## Officiersgraden Belgische defensie

### Opperofficier
| Generaal           | Admiraal           |
| Luitenant-generaal | Viceadmiraal       |
| Generaal-majoor    | Divisieadmiraal    |
| Brigadegeneraal    | Flottieljeadmiraal |

### Hogere officier
| Kolonel           | Kapitein-ter-zee |
| Luitenant-kolonel | Fregatkapitein   |
| Majoor            | Korvetkapitein   |

### Lagere officier
| Kapitein-commandant | Luitenant-ter-zee 1e klasse |
| Kapitein            | Luitenant-ter-zee           |
| Luitenant           | Vaandrig-ter-zee            |
| Onderluitenant      | Vaandrig-ter-zee 2e klasse  |